# Rubus fuernrohrii
Rubus fuernrohrii är en rosväxtart som beskrevs av Heinrich E. Weber. Rubus fuernrohrii ingår i släktet rubusar, och familjen rosväxter. Inga underarter finns listade i Catalogue of Life.